# Dermogenys pusilla
El mediopico luchador, mediopico malayo, pez pico de pato es la especie Dermogenys pusilla, un pez de agua dulce de la familia zenarcoptéridos, común en los ríos del sudeste asiático de India, Bangladés, Birmania, Tailandia, Laos, Camboya, Vietnam, Filipinas, Malasia e Indonesia.

## Importancia para el hombre
Puede ser pescado para alimentación humana, pero solo en pesca de subsistencia sin apenas comercialización en los mercados, pero su captura para uso en acuariología sí es muy comercial. En el acuario prefieren aguas con pH ligeramente alcalino entre 7 y 8, con temperaturas entre 24 y 28 °C.

## Anatomía
Posee un cuerpo alargado y mandíbula inferior más larga que la superior, de tamaño muy pequeño con una longitud máxima descrita de sólo 7 cm.

## Hábitat y biología
Vive fundamentalmente en los ríos de clima tropical, pero desciende a los estuarios y se les encuentra también en el mar, con comportamiento nerítico-pelágico. Proliferan en los ríos, arroyos, canales, desagües, estanques y lagos. Habita en medio de los grandes ríos, pero también en los campos de arroz inundados y en aguas estancadas, preferentemente de aguas lentas. Es más común en áreas con plantas acuáticas flotantes o raíces que llegan a la superficie, donde se alimenta de gusanos, crustáceos e insectos.
Las larvas y juveniles tempranos se encuentran a veces en la parte alta de los manglares durante la temporada de lluvias del monzón.